# Santa Luzia do Paruá
Santa Luzia do Paruá é um município brasileiro do estado do Maranhão. Sua população é de 24.307 habitantes, segundo censo do IBGE de 2022.

## História

#### Origens e ocupação inicial
A região onde hoje se localiza Santa Luzia do Paruá foi originalmente habitada por povos indígenas, muitos dos quais foram exterminados durante a expansão luso-brasileira nos séculos XVII e XVIII. No mesmo período, a área foi percorrida por expedições militares entre o Pará e o Maranhão e serviu como refúgio para quilombos formados por escravizados fugitivos às margens do Rio Paruá.
Os primeiros colonizadores não indígenas, atraídos pela riqueza natural do vale do Paruá, estabeleceram-se na região a partir do século XIX. Entre os pioneiros destacam-se "Velha Rosa", "Zé de Rosa", Cizino Fernandes e Raimundo Rodrigues dos Santos (conhecido como Codó). Esses desbravadores dedicavam-se ao cultivo de mandioca, feijão e arroz, além da caça e da pesca.

#### Formação dos primeiros povoados
Cizino Fernandes fundou o povoado de Abaixadinho, próximo a aldeias indígenas Urubuçu. Posteriormente, estabeleceu-se na margem esquerda do Rio Paruá, dando origem ao povoado de Paruá. Enquanto isso, Raimundo Rodrigues dos Santos (Codó) fundou Tracuá, que mais tarde se tornaria a sede do município.
A relação entre esses pioneiros facilitou a troca de informações e a interação com os indígenas, alguns dos quais chegaram a conviver com os colonizadores em aldeamentos seminômades dos Ka'apor.

#### Crescimento e emancipação
O desenvolvimento da região acelerou-se com a construção da BR-316 em 1961 e a atuação da Companhia de Colonização do Nordeste (COLONE). Em 1973, uma epidemia de meningite no povoado de Paruá levou muitas famílias a migrarem para Tracuá, consolidando-o como o principal núcleo populacional.
Originalmente subordinada a Santa Helena, a localidade passou a integrar o município de Turiaçu após a abertura da BR-316. A luta pela emancipação foi liderada por Carlindo Alves da Silva, Antônio Silva de Moraes e João Moraes de Sousa, com apoio do deputado Marcone Caldas. O município foi oficialmente criado em 1987 e instalado em 1989.

## Administração
O primeiro prefeito eleito foi Hemetério Weba (1989–1992). Desde então, o município foi governado por:
- Harolfran Melo (1993–1996)
- Coronel Riod (1997–2000 e 2001–2004)
- Nilton Ferraz (2005–2008 e 2009–2012)
- Eunice Damasceno (2013–2016)
- Plácido Holanda (2017–2020)[8]
- Vilson Ferraz (2021–2024)[9]